# Sha-Na-Na
Gli Sha Na Na sono un gruppo rock and roll statunitense. Il nome della band è preso da una serie di sillabe nonsense presenti nella canzone doo-wop Get a Job, originariamente incisa nel 1957 dalle Silhouettes.
Prima band di rock "demenziale", gli Sha-Na-Na devono la loro notorietà principalmente alla partecipazione al Festival di Woodstock del 1969.

## Storia
Autodefinitisi provenienti "dalle strade di New York" e vestiti sul palco con abiti di lamè dorato, giacche di pelle, capelli imbrillantinati ed acconciature stile rockabilly anni cinquanta, gli Sha-Na-Na eseguono reinterpretazioni di classici del rock and roll anni cinquanta, rivitalizzando e parodiando in contemporanea il genere e la cultura dell'epoca.
I membri del gruppo si sono alternati nel corso degli anni. Attualmente nella band sono presenti due dei membri originali più un membro che è entrato nella band un anno dopo la sua nascita.
Il gruppo canto' sei brani per la colonna sonora del film musicale Grease nel 1978, che li rese ulteriormente famosi.

## Discografia
- Rock And Roll Is Here to Stay (1969)
- Sha Na Na (1971)
- The Night Is Still Young (1972)
- The Golden Age of Rock ’N’ Roll (1973)
- From The Streets of New York (live) (1973)
- Hot Sox (1974)
- Sha Na Now (1975)
- Sha Na Na is Here to Stay (1977)
- The Best of Sha Na Na (1977)
- Rockin' In The 80's (1980)
- Silly Songs (1981)
- Rock 'n Roll Dance Party (1996)
- Rockin' Christmas (2002)
- One More Saturday Night (2006)